# Vozinha
Josemar Jose Evora Dias (Mindelo, 3 juni 1986), voetballend onder de naam Vozinha, is een Kaapverdische voetballer. Hij speelt als doelman bij het Slowaakse AS Trenčín.

## Carrière
- 2010-2011: Batuque FC
- 2011-2012: CS Mindelense
- 2011-2012: Progresso do Sambizanga
- 2015-2016: FC Zimbru Chisinau
- 2016-2017: Gil Vicente
- 2017-2018: AEL Limasol
- 2022-heden: AS Trenčín

## Nationaal elftal
Vozinha debuteerde in het Kaapverdisch nationaal elftal.